# وعد الشمال
وعد الشمال أو مدينة وعد الشمال هي مدينة تعدينية متكاملة، تقع شمال شرق مدينة طريف في منطقة الحدود الشمالية. تبعد المدينة عن مطار طريف ومدينة طريف 15 كيلومتر وعن القريات 180 كيلومتر. تهدف إلى أن تكون المملكة العربية السعودية ثاني أكبر منتج للفوسفات في العالم بحلول العام 2024م. تقوم الهيئة السعودية للمدن الصناعية ومناطق التقنية بإدارة وتطوير المدينة بالتعاون مع صندوق الاستثمارات العامة. خصص مجلس الوزراء السعودي مساحة 290 كم مربع لمدينة وعد الشمال، بالإضافة إلى 150 كلم مربع لمشروع شركة معادن للصناعات الفوسفاتية ومشاريعها الأخرى، وبذلك يكون إجمالي المساحات المخصصة للمدينة 440 كلم مربع.

## التاريخ
في عام 2012م أمر الملك عبد الله بن عبد العزيز بالبدء في إنشاء مدينة وعد الشمال التعدينية، وأسند لشركة معادن تطوير المدينة، وفي نفس العام قام وزير البترول والثروة المعدنية بإطلاق اسم مشروع الملك عبد الله لتطوير مدينة وعد الشمال على مشروع تطوير المدينة. في عام 2015م صدر أمر ملكي بتحويل إدارة مدينة وعد الشمال من شركة معادن إلى هيئة المدن الصناعية السعودية.

## الاستثمار
وصل حجم الاستثمارات في المدينة 85 مليار ريال، في مشروع شركة معادن للصناعات الفوسفاتية، فيما أنفقت الحكومة في المدينة مبلغ 4.5 مليارات ريال إضافية للمشروع لإقامة البنية التحتية والسكنية والخدمات، وكذلك الربط الكهربائي وسكة الحديد لمدينة وعد الشمال حيث سيكون مشروع شركة معادن للصناعات الفوسفاتية محوراً أساسياً لإنشاء مدينة وعد الشمال للصناعات التعدينية بمساحة 440 كيلو متراً مربعاً.
يبعد المشروع عن مطار طريف ومدينة طريف 15 كيلومتر وعن القريات 180 كيلومتر حيث يتواجد أكثر من 220 ألف نسمة في المدينتين. وستقوم مدن بتطوير المدينة الصناعية بمدينة وعد الشمال بمساحة 6 ملايين متر مربع كمرحلة أولى. حيث ستضم المدينة الصناعية صناعات خفيفة ومتوسطة وثقيلة. وتتولى مدن تطوير البنى التحتية للمدينة وإنشاء مصانع جاهزة.
الصناعات الأساسية التي تركز عليها المدينة: إنتاج حامض الفوسفوريك، فلوريد الألمنيوم، بوتاس، أملاح الكيميائية، رماد الصودا. أما الصناعات التحويلية: مجمع الزجاج (تعويم، والحاويات، والألياف الزجاجية)، الصابون والمنظفات، تغذية الحيوان بريمكس، الدهانات، الألومنيوم المصب، معدن المغنيسيوم، معدن السليكون، إنتاج الغاز الصخري. بالنسبة لصناعات التكنولوجيا: مجمع البلاستيك (الأنابيب، والتغليف)، مجمع واحة للطاقة الشمسية (زجاج، وقذف، والسيليكون، والمعادن، والتجمع)، الغاز الصخري، بالإضافة للطاقة والمياه والصناعات البتروكيماوية.

## المشاريع
- مشروع معادن للفوسفات: تقدر التكلفة الإجمالية لمشروع معادن وعد الشمال للفوسفات بنحو 28 مليار ريال (7.5 مليار دولار)، وتبلغ طاقته الإنتاجية نحو 16 مليون طن سنويًا تمثل المنتجات النهائية منها 3 ملايين طن تقريباً من الأسمدة الفوسفاتية والمركبة، مع إنتاج 440 ألف طن من منتجات تحويلية هي حامض الفوسفوريك النقي، وثلاثي بولي فوسـفات الصوديوم، ومنتجا فوسفات أحادي وثنائي الكالسيوم.[6]
- قطار سار: قام صندوق الاستثمارات العامة والشركة السعودية للخطوط الحديدية بربط مدينة وعد الشمال للصناعات التعدينية بسكة حديد الشمال – الجنوب، وتزويدها بالمقطورات المناسبة لنقل حامض الفوسفوريك والكبريت الخام ومنتجات المشاريع الأخرى من مدينة وعد الشمال للصناعات التعدينية وإليها، وكذلك إنشاء محطة للركاب في المدينة.